# Malta (Texas)
Malta è una comunità non incorporata degli Stati Uniti d'America della contea di Bowie nello Stato del Texas. Fa parte dell'area metropolitana di Texarkana, Texas-Texarkana, Arkansas.

## Geografia fisica
Malta si trova sulla linea della Missouri Pacific e sulla U.S. Route 82, sei miglia a ovest di New Boston, nella parte nord-occidentale della contea di Bowie.